# DVD authoring
DVD autoring je proces vytváření disků typu DVD Video, které pak lze přehrát v DVD přehrávači. Při tomto procesu dochází k vytváření struktury disku DVD videa včetně vytváření a programování DVD menu.
Software pro DVD autoring musí splňovat specifikace, jež stanovila organizace DVD Fórum. K nejdůležitějším krokům při tomto procesu patří určení místa, odkud se má hotové DVD Video přehrávat; dále je nutno spojit video, audio a případné titulky. Dále se také mohou vkládat hodnoty udávající začátky kapitol. V DVD menu se vytvářejí aktivní oblasti, které v hotovém DVD menu představují tlačítka, sloužící například pro výběr audiostopy, titulků, kapitoly, bonusů atp.

## Software pro DVD authoring

### Komerční

#### High-endové profesionální aplikace
- Sonic Scenarist - high-endový profesionální DVD autoring, bohužel však dost náročný na ovládání. Umožňuje svobodně vytvářet DVD video přesně podle DVD specifikace.
- Sonic DVD Creator - skončil současně s koncem MacOS verze 9 a je dnes již nevyvíjený a nepodporovaný.

#### Studiové profesionální aplikace
- Apple DVD Studio PRO
- DVD Maestro - Již se neprodává. Podporuje prakticky všechny funkce DVD, ovšem na rozdíl od Scenaristu má výrazně jednodušší ovládání.
- DVD Lab Pro - Téměř všechny možnosti jako DVD Maestro, ale podporuje pouze 8 titulků místo 32, které podporuje standard DVD Video.
- Sonic DVD Producer

#### Profesionální aplikace
- Avid
- Adobe Encore
- Mediachance DVD-lab PRO
- Ulead DVD Workshop 2
- Sonic DVDit
- Sony DVD Architect - kvalitní autoringový software s úplně odlišnou koncepcí s intuitivním ovládáním a podporou všech důležitých funkcí pro výrobu DVD Videa, avšak současná verze zatím nepodporuje DTS.
- Pinnacle DVD Impression
- Sonic ReelDVD

#### Pro domácí použití
- Tmpgenc DVD Author
- Sonic MyDVD
- Roxio Easy Media Creator
- Mediachance DVD-lab
- SpruceUp (Již se neprodává)
- Dazzle DVD Complete (Již se neprodává)
- Pinnacle DVD Expression
- Arcsoft Showbiz DVD
- Magix Movies on CD-DVD
- Ulead DVD Movie Factory

### Bezplatné
- DVDAuthor
- Muxman
- IfoEdit - má jen nejzákladnější funkce pro vytvoření DVD Videa.
- DVDStyler
- DVD Flick